# بوبي فولتون
بوبي فولتون (بالإنجليزية: James Hines)‏ هو مصارع هاوي أمريكي، ولد في 4 أكتوبر 1960 في تشيليكوث في الولايات المتحدة.

## وصلات خارجية
- بوبي فولتون على موقع CageMatch worker (الإنجليزية)
- بوبي فولتون على موقع قاعدة بيانات المصارعة على الإنترنت (الإنجليزية)

- الموقع الرسمي